# Lightning (DC Comics)
Lightning es una superheroína ficticia que aparece en los cómics estadounidenses publicados por DC Comics. No identificado con referencia directa, Lightning aparece por primera vez en la miniserie Kingdom Come en 1996, escrita por Mark Waid e ilustrada por Alex Ross. El personaje se presenta oficialmente en Justice Society of America vol. 3 # 12 (marzo de 2008), escrito por Geoff Johns e ilustrado por Dale Eaglesham en Edad Moderna de los Cómics.
Nacida Jennifer Pierce, ella nació como metahumana en el Universo DC. Ella es la segunda hija del superhéroe Black Lightning y la hermana menor de Anissa Pierce, la heroína conocida como Thunder. Prohibido usar sus habilidades hasta completar su educación, Pierce se puso en contacto y luego se convirtió en miembro del equipo de superhéroes de la Sociedad de la Justicia de América. Su padre organiza esto para que Jennifer no aguante las dificultades que sufrió su hermana durante la transición a la lucha contra el crimen. Ella posee habilidades similares a las de su padre de generación y manipulación eléctrica, así como de vuelo. Hasta ahora en su narrativa, Pierce no ha ganado el control total de sus habilidades.
Junto con los cómics, Lightning ha aparecido en varios programas de televisión y el personaje es interpretado por China Anne McClain en la serie de acción en vivo Black Lightning.

## Historial de publicaciones
Lightning aparece por primera vez en la miniserie de DC Comics Kingdom Come de Mark Waid y Alex Ross, una historia de un posible futuro distópico. Ella se encuentra entre la generación ilegal de superhéroes que surgen después de la jubilación de Superman. Aunque no se identifica dentro de la historia, el material complementario en la edición recopilada de la serie se refiere a ella como "la hija metahumana de Black Lightning". Durante el transcurso de la historia, Lightning une fuerzas con el equipo secreto de héroes de Batman mientras intentan reclamar el planeta para la humanidad normal. No está claro si sobrevive a la explosión de la bomba que mata a la mayoría de los superhumanos al final de la historia.
Una versión de Lightning se introduce posteriormente en la corriente principal del universo DC Comics por Geoff Johns y Dale Eaglesham, debutando en Justice Society of America (vol. 3) # 12 (marzo de 2008).

## Biografía del personaje ficticio
Jennifer Pierce es la hija menor del superhéroe Black Lightning (Jefferson Pierce) y su exesposa Lynn Stewart. Ella hereda un metagen de su padre que hace que ella manifieste superpoderes cuando se convierte en una adolescente. Sin embargo, al igual que su padre en su juventud, ella carece de la capacidad de controlar adecuadamente sus poderes eléctricos. Esto da como resultado el cortocircuito de cualquier dispositivo electrónico que toque. Este efecto secundario la ha dejado sentirse alienada y extraña entre sus pares, quienes tienen acceso a teléfonos celulares, televisores, Internet y otras comodidades del mundo moderno.
Jefferson inicialmente prohíbe a sus hijas seguir sus pasos como un héroe disfrazado hasta que completen su educación. Después de ver el camino difícil que sigue su hija mayor, Anissa, cuando desobedece esta orden como la heroína Thunder, Jefferson decide que Jennifer necesitará orientación. Se pone en contacto con la Sociedad de Justicia de América, que se encuentra en medio de una campaña de reclutamiento.
Al unirse a la Sociedad de la Justicia, Jennifer inmediatamente forma un vínculo con sus heroínas adolescentes Stargirl y Cyclone. También atrae los intereses románticos de Jakeem Thunder, otro miembro más joven del equipo. Al principio, Jennifer no está segura de un nombre en clave de superhéroe, creyendo que su hermana la "matará" si adopta el nombre de Lightning como contrapunto al de Anissa. Sin embargo, este es el nombre con el que finalmente se decide cuando entra por primera vez en la batalla con la JSA.

### Noche más negra / Día más brillante
Durante los eventos de Blackest Night, Jennifer se ve desesperadamente tratando de luchar contra la invasión de Black Lantern de Manhattan junto a sus compañeros de equipo. Jennifer y Stargirl intentan ayudar a Power Girl durante su batalla con el Black Lantern Kal-L, pero las jóvenes heroínas son fácilmente derrotadas. El Sr. Terrific termina utilizando las habilidades eléctricas de Lightning como parte de una bomba masiva diseñada para imitar las habilidades de Jakeem, que finalmente destruye todas las linternas negras en la ciudad de Nueva York.
En el evento de seguimiento de Brightest Day, Lightning se muestra en la portada del próximo crossover JLA / JSA, luchando contra un Alan Scott enloquecido junto a sus compañeros de equipo y la Liga de la Justicia de América. El escritor James Robinson mencionó que específicamente quiere usar a Jennifer, y que la considera "un personaje muy infrautilizado pero genial".
Más tarde aparece junto a otras superheroínas adolescentes Stargirl, Supergirl y Batgirl, como parte de un equipo de heroínas creado por Wonder Woman para repeler una invasión alienígena de Washington D. C.
Lightning luego juega un papel clave durante el primer encuentro del equipo con el nuevo villano Scythe, usando sus habilidades eléctricas para ayudarlo a derrotarlo. Cuando el JSA decide quedarse y ayudar a reconstruir la ciudad de Monument Point (que había sufrido enormes daños durante la batalla con Scythe), Lightning es atacada y casi asesinada por un villano llamado Doctor Chaos, pero ella finalmente es revivido por el Doctor Fate. Chaos había sido contratado para desalojar a todos los héroes de Monument Point.
- Justice Society of America (vol. 3) #51

Cuando los miembros de la JSA llegan a la casa de Anissa Pierce y su novia Grace en un intento de arrestar al fugitivo Black Lightning, Lightning se pone del lado de sus compañeros de equipo y se pelea contra su hermana. Se revela que aparentemente hay algo de fricción entre las dos hermanas, con Anissa afirmando que Jennifer siempre fue considerada la favorita mientras que también expresa celos por que a Jennifer se le permita perseguir heroicidades a una edad tan joven. El Doctor Fate finalmente termina la pelea, y Black Lightning se entrega a las autoridades.

## Poderes y habilidades
Al igual que su padre, Lightning posee el poder de la manipulación de la electricidad. Es capaz de generar energía eléctrica y proyectarla como pernos concentrados de sus manos. Los rayos también pueden volar generando un campo de repulsión electromagnética localizado. Al manifestar sus poderes, el cuerpo de Jennifer está rodeado por un aura eléctrica brillante con picos como rayos en su cabeza y espalda. Este efecto es involuntario, aunque ella ha demostrado la capacidad de volver a una apariencia más humana. También es capaz de absorber energía electromagnética en la atmósfera de la Tierra. Ella tiende a ser la metahumana más fuerte de la ciudad en la que vive, conocida como Freeland.
Todavía una joven heroína sin experiencia, Lightning no tiene el control total de sus poderes y cortará cualquier dispositivo electrónico o aparato que toque.

## En otros medios

### Televisión
- Una versión adolescente de Lightning aparece en los cortos "Thunder and Lightning" de DC Nation Shorts con la voz de Masasa Moyo. Ella y Thunder se convierten en superhéroes y reciben sus atuendos de Peter Gambi, donde ayudan a su padre a luchar contra el Doctor Polaris.
- Jennifer Pierce aparece en la serie de televisión de acción en vivo Black Lightning, interpretada por China Anne McClain[10] mientras que Fallyn Brown interpreta a una Jennifer más joven.[11] Al final de la primera temporada, sus poderes emergen en medio de una discusión con su hermana Anissa Pierce. En la segunda temporada, Peter Gambi le pide a un contacto metahumano psiónico llamado Perenna que ayude a Jennifer a controlar sus poderes. Al final de la temporada, Jennifer adquiere un súper traje y adopta el nombre en clave "Lightning". En la cuarta temporada, Jennifer explota mientras viaja a la ionosfera. Mientras su padre Black Lightning reúne con éxito todas las partículas de energía resultantes para que Gambi pueda restaurarla, una entidad ionosférica (interpretada por Laura Kariuki) que robó el ADN de Jennifer para crear un cuerpo para ella y la dejó muerta emerge en su lugar y asume su identidad hasta que Jennifer regresa. el final de la serie para absorber al impostor y reunirse con su familia.
  - Además, McClain retrata dos versiones alternativas del universo de Jennifer, Gen de Tierra-1 y Jinn de ETierra-2 , en el episodio "The Book of Resistance: Chapter Four: Earth Crisis".
- Una versión joven de Jennifer hace cameos en Young Justice: Outsiders.

### Varios
- Lightning aparece en DC Super Hero Girls como un cameo, con la voz de Kimberly Brooks.